# Медопійник тасманійський
Медопійник тасманійський (Melithreptus validirostris) — вид горобцеподібних птахів родини медолюбових (Meliphagidae). Ендемік Австралії.

## Поширення
Вид поширений в Тасманії, на острові Кінг та островах Фюрно. Вид зустрічається в склерофілових лісах, особливо в балках, переміщаючись в деяких районах у сухіші ліси на схилах протягом зими.

## Опис
Медолюб середнього розміру 16,5–17,5 см завдовжки, оливково-коричневий зверху та блідо-сіро-коричневий знизу, з чорними головою, потилицею та горлом, блідо-блакитною або брудно-білою плямою над оком та білим півмісяцем на потилиці. Молоді особини мають коричневе тім'я, потилицю з лимонним відтінком і помаранчеву основу дзьоба.

## Спосіб життя
Тасманійські медопійники харчуються в основному членистоногими, головним чином комахами, які здебільшого добувають на стовбурах і в корі дерев. Самиці будують невеликі глибокі чашоподібні гнізда на високих деревах або в густих чагарниках, у які зазвичай відкладають по три яйця. Розмноження відбувається невеликими колоніями в «традиційних» районах, при цьому члени колонії повертаються в те саме загальне місце щороку.